# Avenida de Eduardo Dato
La avenida de Eduardo Dato es una vía de la ciudad de Sevilla que conecta el Casco Histórico de la ciudad de Sevilla con el barrio de Nervión. Comienza en la Gran Plaza y tiene su fin en el puente de San Bernardo.
La avenida de Eduardo Dato sirve como división en dos del barrio de Nervión (zona norte y zona sur), además de ser el límite norte de los límites del barrio de la Buhaira y San Bernardo y el límite sur de los barrios de Huerta del Pilar y la Florida.

## Historia
La avenida de Eduardo Dato fue ideada para comunicar el centro de la ciudad con el barrio de Nervión y Ciudad Jardín, urbanización proyectada por Aníbal González a principio del siglo XX. La avenida arrancaba en las vías del ferrocarril, que fueron salvadas mediante la construcción en 1924 del puente de San Bernardo.
Por su parte finalizaría en la Gran Plaza, eje central del proyecto. La creación de la avenida de Eduardo Dato supuso la expansión de la ciudad de Sevilla hacia el este. En esta avenida se encontraba la plaza de Toros Monumental de Sevilla, inaugurada en 1918 y derribada en 1930.
En 1937, Ramón Sánchez Pizjuán compró en esta avenida los terrenos donde se ubicaba el Estadio de Nervión para la construcción del nuevo Estadio del Sevilla F. C, inaugurado en 1958. En 1941, la Inmobiliaria Nervión, propietaria de los terrenos, cedió al Ayuntamiento la avenida de Eduardo Dato. En 1943 se inaugura el Hospital de San Juan de Dios, en la zona este de la avenida de Eduardo Dato.
Durante los años 40, 50 y 60, se fue urbanizando el total de la avenida de Eduardo Dato.
En 1974 se planteó el primer proyecto del Metro de Sevilla, cuya primitiva línea 1 debía discurrir bajo la avenida de Eduardo Dato, desde la Gran Plaza hasta el entorno de la Buhaira. Esto conllevó a la construcción bajo la vía, del túnel y las estaciones de Gran Plaza y Nervión. Este proyecto quedó paralizado en 1983, retomándose con modificaciones de paradas y líneas a finales del siglo XX y se puso en funcionamiento en 2009.
A partir de los años 80, comenzaron a construirse en la avenida una gran cantidad de oficinas, que la convirtieron en una de las avenidas más transitadas de la ciudad.

## Edificios y lugares de interés
–Puente de San Bernardo: Construido en 1924 con diseño de Juan Talavera y Heredia, sirve como extremo oeste de la avenida de Eduardo Dato.
–Real Fábrica de Artillería: Edificio construido en 1565, de gran interés arquitectónico, catalogado como bien de interés cultural, muestra su fachada principal a la avenida.
–Jardines de la Buhaira: Se remontan al reinado de Al-Mutámid. En su interior se encuentra el palacio de la Buhaira, edificado durante el mandato de Abu Yaacub Yúsuf y el palacio Neomudéjar María de los Ángeles (en honor a la propietaria de los terrenos, María de los Ángeles Medina Garvey, obra de Aníbal González. En su interior se proyectó la basílica de la Inmaculada Milagrosa, de este mismo arquitecto, que finalmente no se construyó.
–Estadio Ramón Sánchez Pizjuán: Inaugurado en 1958, fue una de las sedes del Mundial de Fútbol de 1982 y en él se disputó la final de la Copa de Campeones de Europa 1985-86. En su fondo sur (lado que da a la Avenida de Eduardo Dato) se colocó un mosaico en 2005 con motivo del Centenario del Sevilla F.C.
–Hospital de San Juan de Dios: Comenzó a funcionar allá por 1943. Pertenece a la Orden Hospitalaria de San Juan de Dios.

## Comunicaciones
La avenida de Eduardo Dato es una de las más importantes de la ciudad de Sevilla, comunica el Casco-Histórico con el centro urbano de la ciudad, el barrio de Nervión. La vía es atravesada por tres grandes vías, la avenida de la Buhaira, que enlaza la estación de Metro y Renfe de San Bernardo con la Estación de Santa Justa; la intersección de las avenidas de San Francisco Javier y de Luis de Morales, que conecta la avenida de Ramón y Cajal con Santa Justa, pasando por el Centro Comercial de Nervión y el Corte Inglés. Por último, su tramo este, la Gran Plaza, comunica la avenida Ciudad Jardín con la avenida de la Cruz del Campo y la calle Marqués de Pickman.
Bajo la avenida de Eduardo Dato discurre la Línea 1 del Metro de Sevilla. En esta vía se encuentran las estaciones de Gran Plaza y Nervión. Por su parte, las líneas de bus número 5, 22, 29, 32, 52, B3 y B4, además de la línea nocturna A4, discurren por la avenida.

## Infraestructura
En la avenida de Eduardo Dato se encuentra el Centro Cívico de la Buhaira (dentro de los Jardines del mismo nombre), además del Colegio Portaceli, perteneciente a los jesuitas. En su extremo oeste, bajo el puente de San Bernardo, se encuentra el Parque Central de Bomberos de Sevilla.